# Carmel Budiardjo

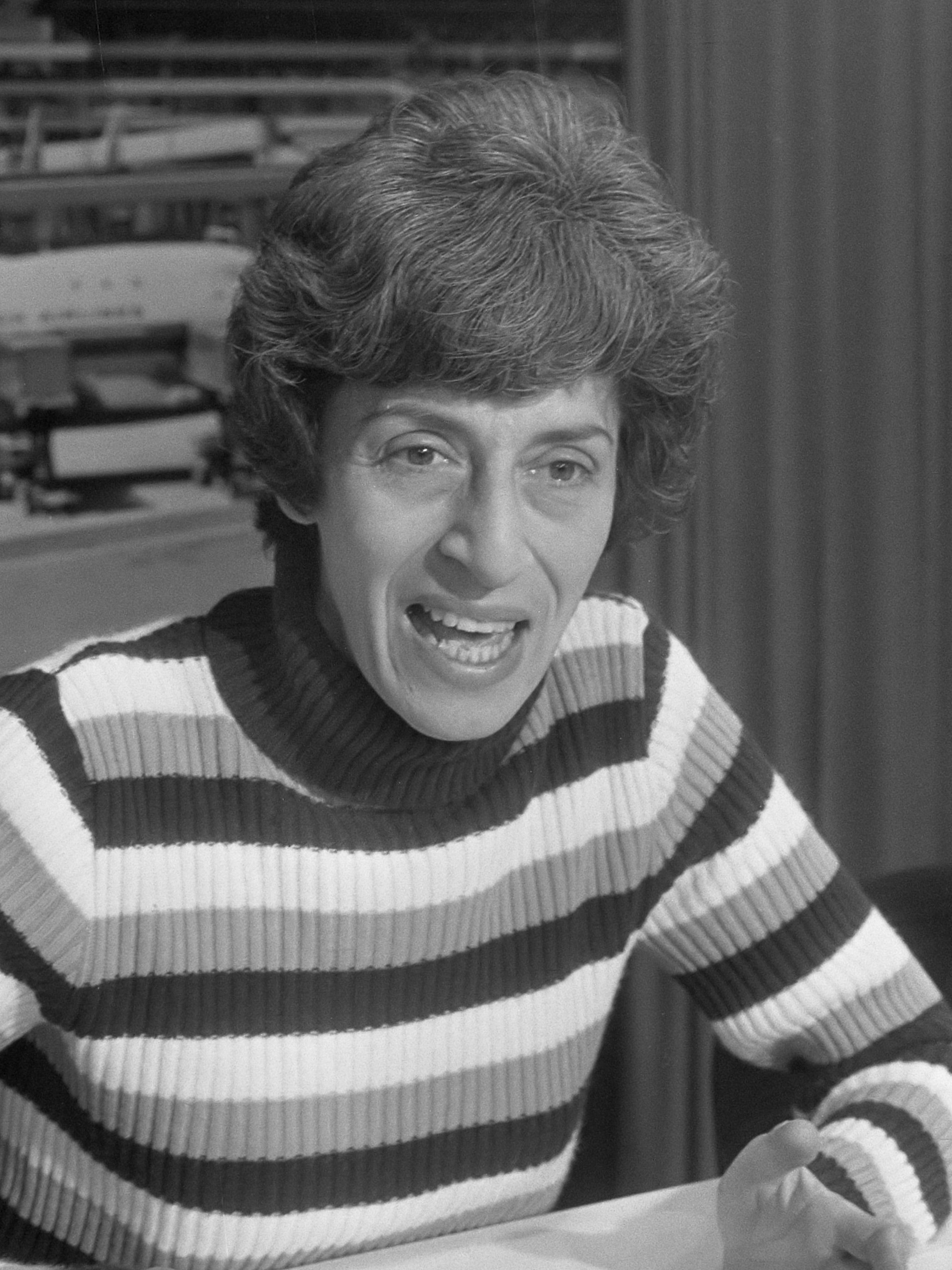
Carmel Budiardjo (1973)

Carmel Budiardjo, geborene Brickman (* 18. Juni 1925 in London; † 10. Juli 2021 ebenda), war eine britische Menschenrechtsaktivistin und Gründerin der in Indonesien aktiven Menschenrechtsorganisation Tapol. 1995 erhielt sie den Alternativen Nobelpreis (Right Livelihood Award).

## Leben
Carmel Budiardjo stammte aus einer jüdischen Familie in London. Sie wurde durch deren antifaschistische Überzeugungen in ihrer linken politischen Orientierung beeinflusst. 1946 schloss sie an der University of London mit einem Bachelor in Wirtschaftswissenschaften ab. Danach arbeitete sie in Prag für die International Union of Students, wo sie Suwondo ‚Bud‘ Budiardjo, einen indonesischen Staatsangestellten, kennenlernte. Nach der Heirat der beiden 1950 zogen sie 1951 nach Indonesien. Carmel Budiardjo erhielt 1954 die indonesische Staatsbürgerschaft. Sie arbeitete zuerst als Übersetzerin für Antara, die indonesische Nachrichtenagentur, dann als Wirtschaftswissenschaftlerin für das Außenministerium. Nach Studien an der University of Indonesia’s School of Economics hielt sie Vorlesungen an der Padjadjaran University in Bandung und an der Res Publica Universität (später Trisakti) in Jakarta. Sie war auch Redenschreiberin für Präsident Sukarno, in den Tagen vor dem Putschversuch der Bewegung des 30. Septembers im Jahr 1965.
Nachdem General Suharto 1966 die Macht ergriffen hatte, wurde Budiardjos Ehemann verhaftet und zwölf Jahre in Haft behalten. Carmel Budiardjo wurde 1968 festgenommen und blieb drei Jahre in Haft, bis sie 1971 nach England ausgewiesen wurde.
Sie gründete danach die Kampagne Tapol, welche sich für politische Gefangene in Indonesien einsetzt. Der Name Tapol ist abgeleitet vom indonesischen tahanan politik, was so viel wie „politischer Gefangener“ bedeutet. Die Organisation wurde bekannt, als sie Informationen über militärische Aktivitäten und Menschenrechtsverletzungen in Osttimor bekannt machte, welches 1975 von Indonesien besetzt und 1976 annektiert worden war. Die Zeitschrift Tapol Bulletin war eine wichtige Informationsquelle zur Menschenrechtssituation in Indonesien während Suhartos Regierungszeit des Orde Baru („Neue Ordnung“).
1995 erhielt Budiardjo den Alternativen Nobelpreis (Right Livelihood Award) auf Vorschlag der International Federation for East Timor. 2009 wurde ihr die Insígnia der Ordem de Timor-Leste verliehen.
Sie starb am 10. Juli 2021 im Alter von 96 Jahren.

## Werke
Carmel Budiardjo war auch Autorin einiger Bücher über Menschenrechte und Politik in Indonesien.
- Carmel Budiardjo: The Abuse of Human Rights in Indonesia. In: W. A. Veenhoven (Hrsg.): Case studies on human rights and fundamental freedoms: a world survey. Volume 3, Martinus Nijhoff, The Hague 1976.
- Carmel Budiardjo, Liem Soei Liong: The War against East Timor. Zed Books, London 1984, ISBN 0-86232-228-6.
- Carmel Budiardjo, Liem Soei Liong: West Papua: The Obliteration of a People. überarb. Auflage. TAPOL, the Indonesian Human Rights Campaign, Thornton Heath, UK 1988.
- Carmel Budiardjo: Surviving Indonesia’s Gulag: A Western Woman Tells Her Story. Cassell, London 1996, ISBN 0-304-33562-2.